# Liga Mistrzów UEFA (2003/2004)
Liga Mistrzów UEFA 2003/2004 – 12. sezon Ligi Mistrzów UEFA, najbardziej prestiżowego turnieju w europejskiej klubowej piłce nożnej, rozgrywanego od 1992 roku (49. turniej ogólnie, wliczając Puchar Europy Mistrzów Klubowych).
Finał został rozegrany 28 maja 2004 na Arena AufSchalke w Gelsenkirchen
Rozgrywki składają się z 3 części:
- fazy kwalifikacyjnej,
- fazy grupowej,
- fazy pucharowej.

## Faza kwalifikacyjna

### I runda kwalifikacyjna
| Drużyna 1                            | Wynik dwumeczu | Drużyna 2       | Pierwszy mecz | Drugi mecz |
| ------------------------------------ | -------------- | --------------- | ------------- | ---------- |
| Piunik Erywań                        | 2:1            | KR              | 1:0           | 1:1        |
| Sheriff Tyraspol                     | 2:1            | Flora Tallinn   | 1:0           | 1:1        |
| HB Tórshavn                          | 1:5            | FBK Kaunas      | 0:1           | 1:4        |
| BATE Borysów                         | 1:3            | Bohemian F.C.   | 1:0           | 0:3        |
| Wardar Skopje                        | 4:2            | Barry Town      | 3:0           | 1:2        |
| CS Grevenmacher                      | 0:2            | Leotar Trebinje | 0:0           | 0:2        |
| Glentoran F.C.                       | 0:1            | HJK Helsinki    | 0:0           | 0:1        |
| Sliema Wanderers                     | 3:3 (b.wyj.)   | Skonto Ryga     | 2:0           | 1:3        |
| Omonia Nikozja                       | 2:1            | Irtysz Pawłodar | 0:0           | 2:1        |
| Dinamo Tbilisi                       | 3:3 (2:4 k.)   | KF Tirana       | 3:0           | 0:3        |
| Po lewej gospodarz pierwszego meczu. |                |                 |               |            |

### II runda kwalifikacyjna
| Drużyna 1                            | Wynik dwumeczu | Drużyna 2        | Pierwszy mecz | Drugi mecz |
| ------------------------------------ | -------------- | ---------------- | ------------- | ---------- |
| Wisła Kraków                         | 7:4            | Omonia Nikozja   | 5:2           | 2:2        |
| MTK Hungária FC                      | 3:2            | HJK Helsinki     | 3:1           | 0:1        |
| Piunik Erywań                        | 0:3            | CSKA Sofia       | 0:2           | 0:1        |
| FBK Kaunas                           | 0:5            | Celtic           | 0:4           | 0:1        |
| Leotar Trebinje                      | 1:4            | Slavia Praga     | 1:2           | 0:2        |
| Sheriff Tyraspol                     | 0:2            | Szachtar Donieck | 0:0           | 0:2        |
| MŠK Žilina                           | 2:1            | Maccabi Tel Awiw | 1:0           | 1:1        |
| Bohemian F.C.                        | 0:5            | Rosenborg BK     | 0:1           | 0:4        |
| NK Maribor                           | 2:3            | Dinamo Zagrzeb   | 1:1           | 1:2        |
| CSKA Moskwa                          | 2:3            | Wardar Skopje    | 1:2           | 1:1        |
| Rapid Bukareszt                      | 2:3            | RSC Anderlecht   | 0:0           | 2:3        |
| Partizan Belgrad                     | 3:3 (b.wyj.)   | Djurgårdens IF   | 1:1           | 2:2        |
| FC Kopenhaga                         | 10:1           | Sliema Wanderers | 4:1           | 6:0        |
| KF Tirana                            | 2:7            | Grazer AK        | 1:5           | 1:2        |
| Po lewej gospodarz pierwszego meczu. |                |                  |               |            |

### III runda kwalifikacyjna
| Drużyna 1                            | Wynik dwumeczu | Drużyna 2           | Pierwszy mecz | Drugi mecz |
| ------------------------------------ | -------------- | ------------------- | ------------- | ---------- |
| RSC Anderlecht                       | 4:1            | Wisła Kraków        | 3:1           | 1:0        |
| Wardar Skopje                        | 4:5            | Sparta Praga        | 2:3           | 2:2        |
| MTK Hungária FC                      | 0:5            | Celtic              | 0:4           | 0:1        |
| Rangers                              | 3:2            | FC Kopenhaga        | 1:1           | 2:1        |
| Austria Wiedeń                       | 0:1            | Olympique Marsylia  | 0:1           | 0:0        |
| Club Brugge                          | 3:3 (4:2 k.)   | Borussia Dortmund   | 2:1           | 1:2        |
| Szachtar Donieck                     | 2:3            | Lokomotiw Moskwa    | 1:0           | 1:3        |
| Lazio                                | 4:1            | SL Benfica          | 3:1           | 1:0        |
| Dynamo Kijów                         | 5:1            | Dinamo Zagrzeb      | 3:1           | 2:0        |
| Rosenborg BK                         | 0:1            | Deportivo La Coruña | 0:0           | 0:1        |
| Grasshopper Club Zurych              | 2:3            | AEK Ateny           | 1:0           | 1:3        |
| MŠK Žilina                           | 0:5            | Chelsea             | 0:2           | 0:3        |
| Celta Vigo                           | 3:2            | Slavia Praga        | 3:0           | 0:2        |
| Partizan Belgrad                     | 1:1 (4:3 k.)   | Newcastle United    | 0:1           | 1:0        |
| Galatasaray SK                       | 6:0            | CSKA Sofia          | 3:0           | 3:0        |
| Grazer AK                            | 2:3 (dogr.)    | Ajax                | 1:1           | 1:2        |
| Po lewej gospodarz pierwszego meczu. |                |                     |               |            |

## Faza grupowa
Do startu w fazie grupowej uprawnionych było 32 drużyny. Zespoły zostały podzielone na 8 grup po 4 drużyny każda. 
Wszystkie zespoły zagrają ze sobą dwukrotnie – po 2 najlepsze z każdej grupy awansują do fazy pucharowej, drużyny z 3. miejsc otrzymają prawo gry w III rundzie Pucharu UEFA.
Zasady ustalania kolejności w tabeli:
1. liczba zdobytych punktów w całej rundzie;
2. liczba punktów zdobyta w meczach bezpośrednich;
3. różnica bramek w meczach bezpośrednich;
4. różnica bramek w meczach bezpośrednich – podwójne liczenie bramek zdobytych na wyjeździe;
5. różnica bramek w całej rundzie;
6. liczba zdobytych bramek w całej rundzie;
7. współczynnik drużyny z poprzednich 5 sezonów.

    Awans do 1/8 finału
    Przejście do III rundy Pucharu UEFA

### Grupa A
| Lp. | Drużyna              | M | Z | R | P | Bramki | Bramki | +/– | Pkt |
| --- | -------------------- | - | - | - | - | ------ | ------ | --- | --- |
| 1   | Olympique Lyon (A)   | 6 | 3 | 1 | 2 | 7      | 7      | 0   | 10  |
| 2   | Bayern Monachium (A) | 6 | 2 | 3 | 1 | 6      | 5      | +1  | 9   |
| 3   | Celtic (PE)          | 6 | 2 | 1 | 3 | 8      | 7      | +1  | 7   |
| 4   | RSC Anderlecht       | 6 | 2 | 1 | 3 | 4      | 6      | −2  | 7   |

|                  | AND | BMU | CEL | LYO |
| ---------------- | --- | --- | --- | --- |
| RSC Anderlecht   | –   | 1:1 | 1:0 | 1:0 |
| Bayern Monachium | 1:0 | –   | 2:1 | 1:2 |
| Celtic           | 3:1 | 0:0 | –   | 2:0 |
| Olympique Lyon   | 1:0 | 1:1 | 3:2 | –   |

### Grupa B
| Lp. | Drużyna              | M | Z | R | P | Bramki | Bramki | +/– | Pkt |
| --- | -------------------- | - | - | - | - | ------ | ------ | --- | --- |
| 1   | Arsenal (A)          | 6 | 3 | 1 | 2 | 9      | 6      | +3  | 10  |
| 2   | Lokomotiw Moskwa (A) | 6 | 2 | 2 | 2 | 7      | 7      | 0   | 8   |
| 3   | Inter Mediolan (PE)  | 6 | 2 | 2 | 2 | 8      | 11     | −3  | 8   |
| 4   | Dynamo Kijów         | 6 | 2 | 1 | 3 | 8      | 8      | 0   | 7   |

|                  | ARS | DKV | INT | LOK |
| ---------------- | --- | --- | --- | --- |
| Arsenal          | –   | 1:0 | 0:3 | 2:0 |
| Dynamo Kijów     | 2:1 | –   | 1:1 | 2:0 |
| Inter Mediolan   | 1:5 | 2:1 | –   | 1:1 |
| Lokomotiw Moskwa | 0:0 | 3:2 | 3:0 | –   |

### Grupa C
| Lp. | Drużyna                 | M | Z | R | P | Bramki | Bramki | +/– | Pkt |
| --- | ----------------------- | - | - | - | - | ------ | ------ | --- | --- |
| 1   | AS Monaco (A)           | 6 | 3 | 2 | 1 | 15     | 6      | +9  | 11  |
| 2   | Deportivo La Coruña (A) | 6 | 3 | 1 | 2 | 12     | 12     | 0   | 10  |
| 3   | PSV Eindhoven (PE)      | 6 | 3 | 1 | 2 | 8      | 7      | +1  | 10  |
| 4   | AEK Ateny               | 6 | 0 | 2 | 4 | 1      | 11     | −10 | 2   |

|                     | AEK | DEP | ASM | PSV |
| ------------------- | --- | --- | --- | --- |
| AEK Ateny           | –   | 1:1 | 0:0 | 0:1 |
| Deportivo La Coruña | 3:0 | –   | 1:0 | 2:0 |
| AS Monaco           | 4:0 | 8:3 | –   | 1:1 |
| PSV Eindhoven       | 2:0 | 3:2 | 1:2 | –   |

### Grupa D
| Lp. | Drużyna             | M | Z | R | P | Bramki | Bramki | +/– | Pkt |
| --- | ------------------- | - | - | - | - | ------ | ------ | --- | --- |
| 1   | Juventus (A)        | 6 | 4 | 1 | 1 | 15     | 6      | +9  | 13  |
| 2   | Real Sociedad (A)   | 6 | 2 | 3 | 1 | 8      | 8      | 0   | 9   |
| 3   | Galatasaray SK (PE) | 6 | 2 | 1 | 3 | 6      | 8      | −2  | 7   |
| 4   | Olympiakos SFP      | 6 | 1 | 1 | 4 | 6      | 13     | −7  | 4   |

|                | GAL | JUV | OLY | RSO |
| -------------- | --- | --- | --- | --- |
| Galatasaray SK | –   | 2:0 | 1:0 | 1:2 |
| Juventus       | 2:1 | –   | 7:0 | 4:2 |
| Olympiakos SFP | 3:0 | 1:2 | –   | 2:2 |
| Real Sociedad  | 1:1 | 0:0 | 1:0 | –   |

### Grupa E
| Lp. | Drużyna               | M | Z | R | P | Bramki | Bramki | +/– | Pkt |
| --- | --------------------- | - | - | - | - | ------ | ------ | --- | --- |
| 1   | Manchester United (A) | 6 | 5 | 0 | 1 | 13     | 2      | +11 | 15  |
| 2   | VfB Stuttgart (A)     | 6 | 4 | 0 | 2 | 9      | 6      | +3  | 12  |
| 3   | Panathinaikos AO (PE) | 6 | 1 | 1 | 4 | 5      | 13     | −8  | 4   |
| 4   | Rangers               | 6 | 1 | 1 | 4 | 4      | 10     | −6  | 4   |

|                   | MNU | PAO | RAN | STU |
| ----------------- | --- | --- | --- | --- |
| Manchester United | –   | 5:0 | 3:0 | 2:0 |
| Panathinaikos AO  | 0:1 | –   | 1:1 | 1:3 |
| Rangers           | 0:1 | 1:3 | –   | 2:1 |
| VfB Stuttgart     | 2:1 | 2:0 | 1:0 | –   |

### Grupa F
| Lp. | Drużyna                 | M | Z | R | P | Bramki | Bramki | +/– | Pkt |
| --- | ----------------------- | - | - | - | - | ------ | ------ | --- | --- |
| 1   | Real Madryt (A)         | 6 | 4 | 2 | 0 | 11     | 5      | +6  | 14  |
| 2   | FC Porto (A)            | 6 | 3 | 2 | 1 | 9      | 8      | +1  | 11  |
| 3   | Olympique Marsylia (PE) | 6 | 1 | 1 | 4 | 9      | 11     | −2  | 4   |
| 4   | Partizan Belgrad        | 6 | 0 | 3 | 3 | 3      | 8      | −5  | 3   |

|                    | OMA | PAR | POR | RMA |
| ------------------ | --- | --- | --- | --- |
| Olympique Marsylia | –   | 3:0 | 2:3 | 1:2 |
| Partizan Belgrad   | 1:1 | –   | 1:1 | 0:0 |
| FC Porto           | 1:0 | 2:1 | –   | 1:3 |
| Real Madryt        | 4:2 | 1:0 | 1:1 | –   |

### Grupa G
| Lp. | Drużyna          | M | Z | R | P | Bramki | Bramki | +/– | Pkt |
| --- | ---------------- | - | - | - | - | ------ | ------ | --- | --- |
| 1   | Chelsea (A)      | 6 | 4 | 1 | 1 | 9      | 3      | +6  | 13  |
| 2   | Sparta Praga (A) | 6 | 2 | 2 | 2 | 5      | 5      | 0   | 8   |
| 3   | Beşiktaş JK (PE) | 6 | 2 | 1 | 3 | 5      | 7      | −2  | 7   |
| 4   | Lazio            | 6 | 1 | 2 | 3 | 6      | 10     | −4  | 5   |

|              | BES | CHE | LAZ | SPA |
| ------------ | --- | --- | --- | --- |
| Beşiktaş JK  | –   | 0:2 | 0:2 | 1:0 |
| Chelsea      | 0:2 | –   | 2:1 | 0:0 |
| Lazio        | 1:1 | 0:4 | –   | 2:2 |
| Sparta Praga | 2:1 | 0:1 | 1:0 | –   |

### Grupa H
| Lp. | Drużyna          | M | Z | R | P | Bramki | Bramki | +/– | Pkt |
| --- | ---------------- | - | - | - | - | ------ | ------ | --- | --- |
| 1   | Milan (A)        | 6 | 3 | 1 | 2 | 4      | 3      | +1  | 10  |
| 2   | Celta Vigo (A)   | 6 | 2 | 3 | 1 | 7      | 6      | +1  | 9   |
| 3   | Club Brugge (PE) | 6 | 2 | 2 | 2 | 5      | 6      | −1  | 8   |
| 4   | Ajax             | 6 | 2 | 0 | 4 | 6      | 7      | −1  | 6   |

|             | MIL | AJX | CEL | CLB |
| ----------- | --- | --- | --- | --- |
| Milan       | –   | 1:0 | 1:2 | 0:1 |
| Ajax        | 0:1 | –   | 1:0 | 2:0 |
| Celta Vigo  | 0:0 | 3:2 | –   | 1:1 |
| Club Brugge | 0:1 | 2:1 | 1:1 | –   |

## Faza pucharowa
Do startu w fazie pucharowej uprawnionych było 16 drużyn – 8 zwycięzców fazy grupowej i 8 drużyn, które zajęły 2. miejsca w fazie grupowej.
W tej fazie do dalszych etapów turnieju przeszli zwycięzcy poszczególnych dwumeczów.

### ⅛ finału
Zwycięzcy fazy grupowej Ligi Mistrzów zostają rozlosowani przeciwko zespołom, które zajęły 2. miejsca w fazie grupowej. Drużyny z tych samych federacji oraz grup nie mogą zostać zestawione w 1 parze.
| Zwycięzcy grup | Zwycięzcy grup | Zwycięzcy grup    | Zwycięzcy grup |
| Drużyna        | Gr.            | Drużyna           | Gr.            |
| -------------- | -------------- | ----------------- | -------------- |
| Olympique Lyon | A              | Manchester United | E              |
| Arsenal        | B              | Real Madryt       | F              |
| AS Monaco      | C              | Chelsea           | G              |
| Juventus       | D              | Milan             | H              |

| Drugie miejsca      | Drugie miejsca | Drugie miejsca | Drugie miejsca |
| Drużyna             | Gr.            | Drużyna        | Gr.            |
| ------------------- | -------------- | -------------- | -------------- |
| Bayern Monachium    | A              | VfB Stuttgart  | E              |
| Lokomotiw Moskwa    | B              | FC Porto       | F              |
| Deportivo La Coruña | C              | Sparta Praga   | G              |
| Real Sociedad       | D              | Celta Vigo     | H              |

| Drużyna 1                            | Wynik dwumeczu | Drużyna 2         | Pierwszy mecz | Drugi mecz |
| ------------------------------------ | -------------- | ----------------- | ------------- | ---------- |
| Lokomotiw Moskwa                     | 2:2 (b.wyj.)   | AS Monaco         | 2:1           | 0:1        |
| Celta Vigo                           | 2:5            | Arsenal           | 2:3           | 0:2        |
| Bayern Monachium                     | 1:2            | Real Madryt       | 1:1           | 0:1        |
| Sparta Praga                         | 1:4            | Milan             | 0:0           | 1:4        |
| VfB Stuttgart                        | 0:1            | Chelsea           | 0:1           | 0:0        |
| FC Porto                             | 3:2            | Manchester United | 2:1           | 1:1        |
| Real Sociedad                        | 0:2            | Olympique Lyon    | 0:1           | 0:1        |
| Deportivo La Coruña                  | 2:0            | Juventus          | 1:0           | 1:0        |
| Po lewej gospodarz pierwszego meczu. |                |                   |               |            |

### Ćwierćfinał
Od tej rundy pary zostały rozlosowane niezależnie od przynależności drużyn do poszczególnych federacji oraz pozycji zajętej w fazie grupowej.
| Drużyna 1                            | Wynik dwumeczu | Drużyna 2           | Pierwszy mecz | Drugi mecz |
| ------------------------------------ | -------------- | ------------------- | ------------- | ---------- |
| FC Porto                             | 4:2            | Olympique Lyon      | 2:0           | 2:2        |
| Milan                                | 4:5            | Deportivo La Coruña | 4:1           | 0:4        |
| Real Madryt                          | 5:5 (b.wyj.)   | AS Monaco           | 4:2           | 1:3        |
| Arsenal                              | 2:3            | Chelsea             | 1:1           | 1:2        |
| Po lewej gospodarz pierwszego meczu. |                |                     |               |            |

### Półfinał
| Drużyna 1                            | Wynik dwumeczu | Drużyna 2           | Pierwszy mecz | Drugi mecz |
| ------------------------------------ | -------------- | ------------------- | ------------- | ---------- |
| AS Monaco                            | 5:3            | Chelsea             | 3:1           | 2:2        |
| FC Porto                             | 1:0            | Deportivo La Coruña | 0:0           | 1:0        |
| Po lewej gospodarz pierwszego meczu. |                |                     |               |            |

| 20 kwietnia 2004 | AS Monaco                                                  | 3:1   | Chelsea                                                   |                                          |
| 20:45 CET        | Dado Pršo 17' · Fernando Morientes 78' · Shabani Nonda 83' | (1:1) | 67' Hernán Crespo                                         | Stade Louis II, Monako Sędzia: Urs Meier |
| 20:45 CET        | Hugo Ibarra 44' · Akis Zikos 53'                           | (1:1) | 16' Mario Melchiot · 53' Claude Makélélé · 72' John Terry | Stade Louis II, Monako Sędzia: Urs Meier |

| 5 maja 2004 | Chelsea                                                 | 2:2   | AS Monaco                                                 |                                              |
| 20:45 CET   | Jesper Grønkjær 22' · Frank Lampard 44'                 | (2:1) | 45+2' Hugo Ibarra · 60' Fernando Morientes                | Stamford Bridge, Londyn Sędzia: Anders Frisk |
| 20:45 CET   | Jesper Grønkjær 45+3' · Joe Cole 53' · Glen Johnson 82' | (2:1) | 40' Patrice Evra · 48' Lucas Bernardi · 55' Jérôme Rothen | Stamford Bridge, Londyn Sędzia: Anders Frisk |

| 21 kwietnia 2004 | FC Porto                                                         | 0:0   | Deportivo La Coruña                 |                                              |
| 20:45 CET        |                                                                  | (0:0) |                                     | Estádio do Dragão, Porto Sędzia: Markus Merk |
| 20:45 CET        | Carlos Alberto 23' · Ricardo Carvalho 29' · Marco Ferreira 90+4' | (0:0) | 29' Mauro Silva · 87' Jorge Andrade | Estádio do Dragão, Porto Sędzia: Markus Merk |

| 4 maja 2004 | Deportivo La Coruña                           | 0:1   | FC Porto                              |                                                                 |
| 20:45 CET   |                                               | (0:0) | 60' (k) Derlei                        | Estadio Municipal de Riazor, A Coruña Sędzia: Pierluigi Collina |
| 20:45 CET   | Noureddine Naybet 11' 70' · Diego Tristán 90' | (0:0) | 34' Carlos Alberto · 80' Pedro Mendes | Estadio Municipal de Riazor, A Coruña Sędzia: Pierluigi Collina |

### Finał

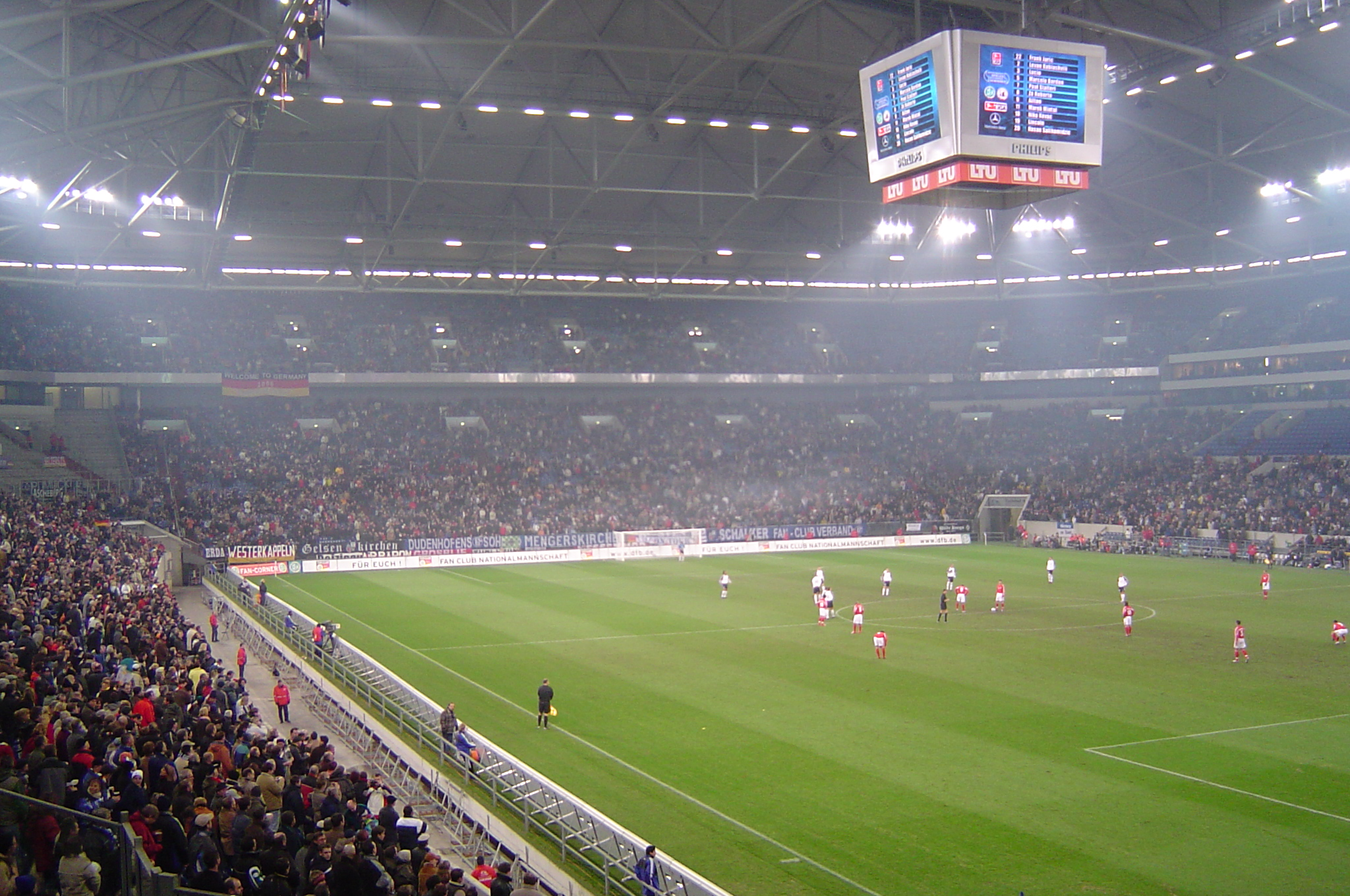
Arena AufSchalke w Gelsenkirchen

Mecz finałowy został rozegrany 26 maja 2004 na stadionie Arena AufSchalke w Gelsenkirchen.
| 26 maja 2004 20:45 CET | AS Monaco | 0:30:1Raport | FC Porto · 39' Carlos Alberto · 71' Deco · 75' Dmitrij Aleniczew  | Arena AufSchalke, Gelsenkirchen Sędzia: Kim Milton Nielsen |
|                        |           |              | kartki: · 29' Nuno Valente · 40' Carlos Alberto · 77' Jorge Costa |                                                            |